# Hamon (sabre japonais)
Pour les articles homonymes, voir Hamon.

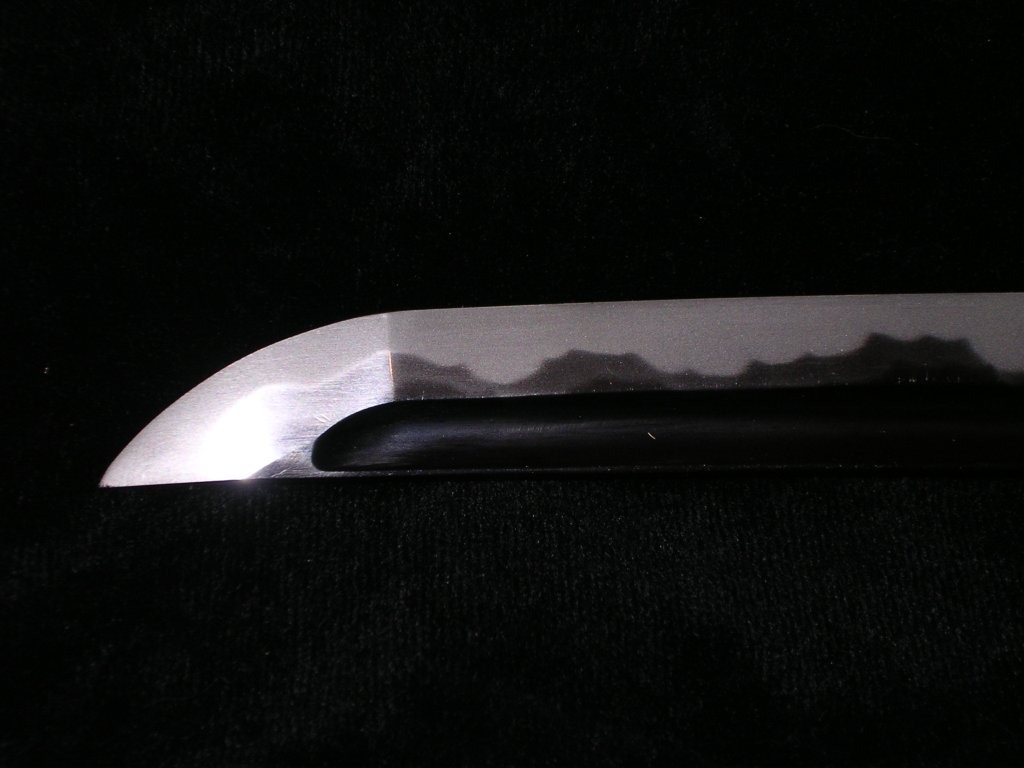
Kissaki (kitana), montrant le hamon comme contour du yakiba. Le nioi apparaît légèrement comme la ligne claire qui suit le hamon, spécialement visible sur la pointe de la lame.

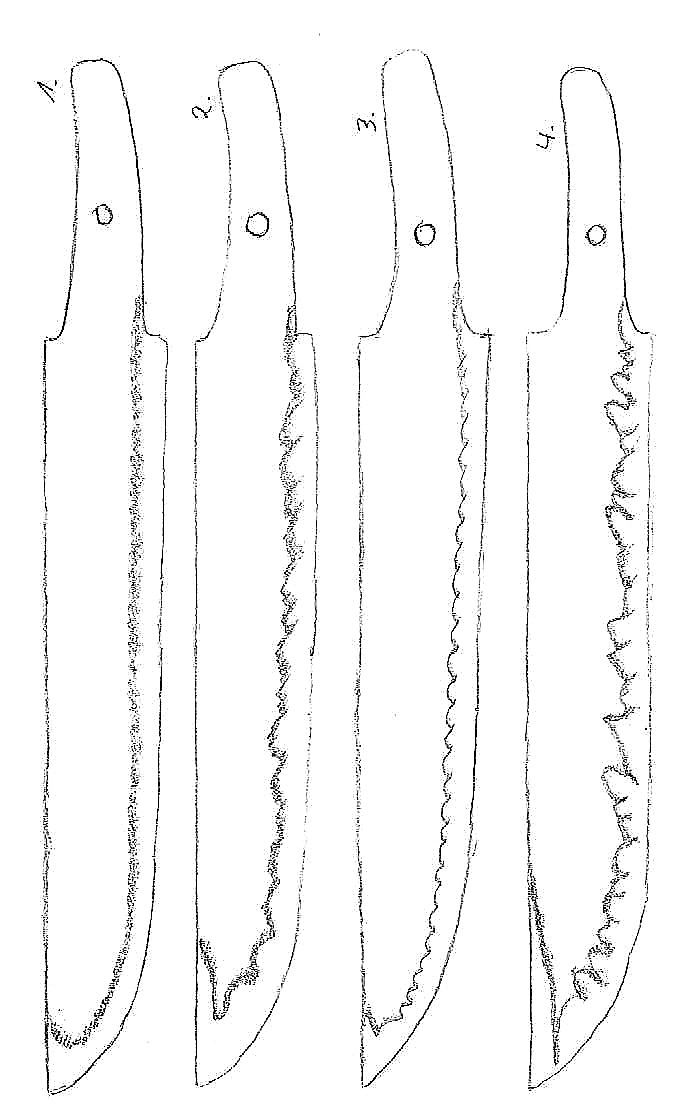
Types de hamon.

Le terme hamon (刃文) désigne le résultat de la trempe de la lame d'un sabre japonais.
Plus simplement, il désigne les effets de brillance démarquant la ligne de trempe. Ces effets de brillance sont en fait constitués de martensite. Ces effets doivent être observés selon deux niveaux.

## Les particulesnioietnie
Cela désigne les effets cristallins apparaissant lors de la trempe. Cet aspect est dû à une structure de martensite, résultat de la trempe.
La différence entre nie (沸) et nioi (匂い) tient de l'arrangement de ces cristaux. Lorsqu'ils sont isolés, on les appelle nie. Au contraire, s'ils sont regroupés dans une structure plus vaste, on appelle cela nioi. Le nioi ressemble à une ligne laiteuse particulièrement visible. Si la ligne de trempe est constituée de nioi, on l'appelle nioi-deki. Au contraire, si elle est constituée de nie, on l'appelle nie-deki :
- le nie qui est constitué de grosses particules de martensite brillantes ;
- le nioi, formant des trainées laiteuses composées de particules très fines, qui est obtenu à plus basse température.

## L'activité (hataraki)
- Chikei, composé de lignes brillantes très fines dans le ji
- Sunagashi (砂し), l'ensemble de lignes de nie dans le ha et parallèles au hamon
- Kinsuji (金筋), un chikei situé dans le ha
- Inazuma (稻妻), un kinsuji en forme de zigzag
- Tobiyaki (飛焼)
- Ashi (足)
- Nijûba (二重刃)
- Uchinoke (打のけ)
- Hakikake (掃掛)